# Halmtorvet (1888)
Denna artikel handlar om det nuvarande Halmtorvet på Vesterbro i Köpenhamn. För det tidigare Halmtorvet som låg innanför Vesterport, se Halmtorvet

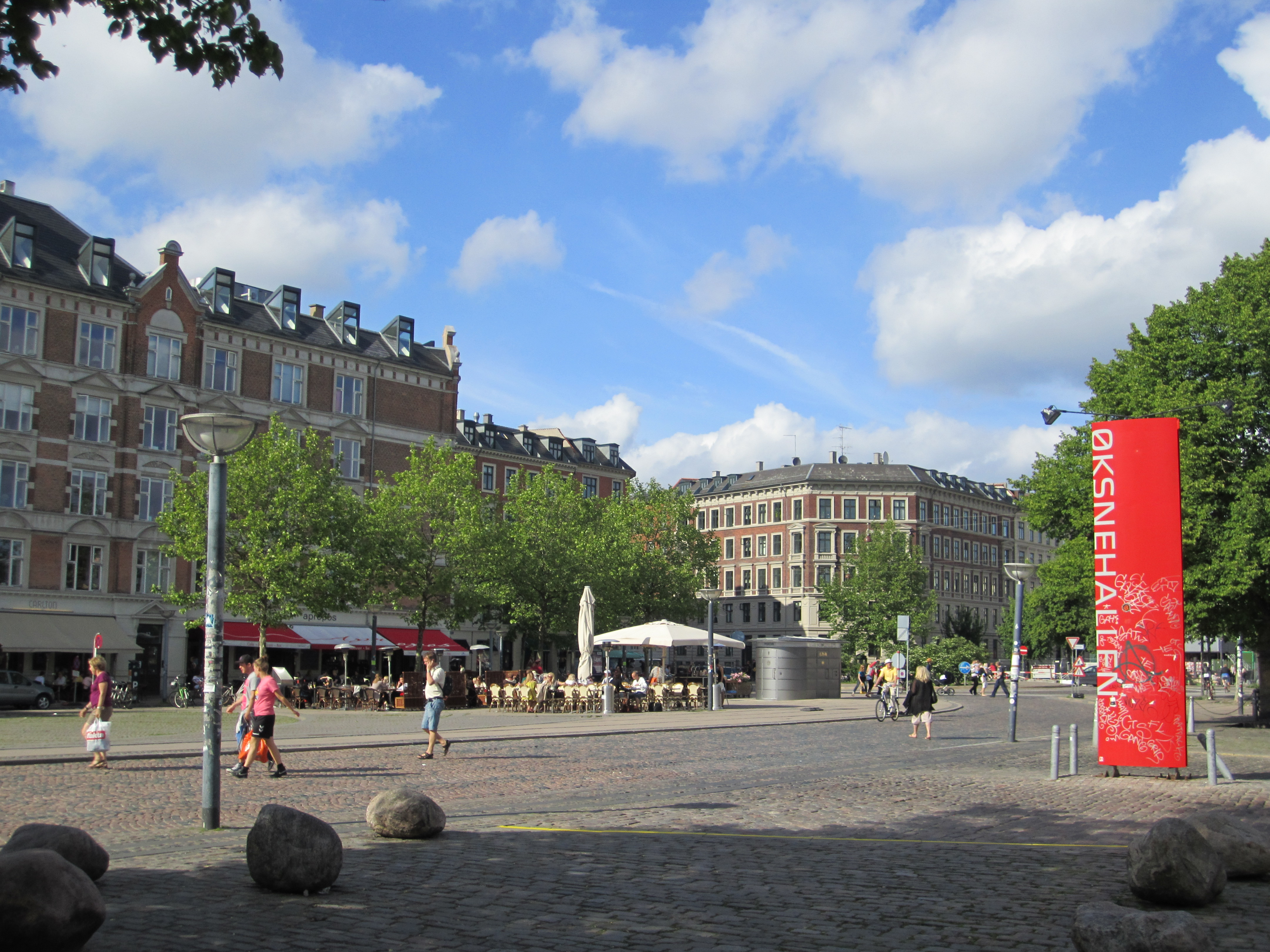
Halmtorvet sett från Øksnehallen

Halmtorvet är en gata och en långsmal torgbildning på Vesterbro i Köpenhamn i Danmark. Torget var mellan 1888 och andra hälften av 1940-talet Köpenhamns marknadsplats för handel med hö och halm. Halmtorvets förlängning västerut är Sønder Boulevard, som tidigare var banvall för järnvägen till Valby och Roskilde.  

## Det tidigare Halmtorvet
Det tidigare Halmtorvet, eller Vestertorvet, låg omedelbart innanför Vesterport mellan Farvergade och Frederiksbergsgade. Det ingår nu som en del av Rådhuspladsen.

## Det nya Halmtorget
Det tidigare marknadstorget för hö och halm stängdes 1888 och flyttade till Ny Stormgade utanför den nya boskapsmarknaden, Kvægtorvet, som hade öppnats 1879. Marknadsdagar var onsdagar och lördagar, och upp till många hundra hö- och halmlass omsattes på en dag.  
Det nya halmtorget byggdes på mark där järnvägen till Roskilde tidigare gått. Utanför järnvägen vid den dåvarande strandlinjen hade kommunen 1856–1857 uppfört stadens första gasverk. Bredvid byggdes industrier, bland annat Alfred Benzons kemiska fabrik 1863. Efter det att järnvägens sträckning lagts om till utfylld mark vid kusten uppförde kommunen efter 1870 ett marknadstorg för kreatur, vilket numera kallas Den Brune Kødby
Området gentrifierades från 1990-talet och genomgick stadsombyggnad mellan 1999 och 2003.

## Bildgalleri

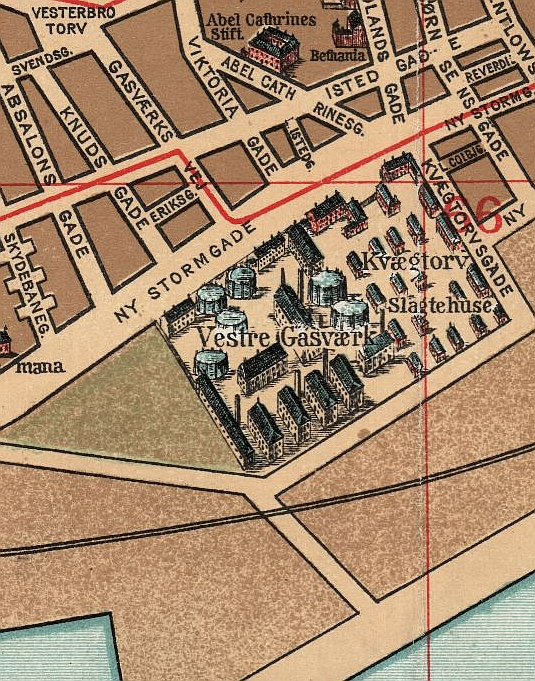
Karta från 1890-talet
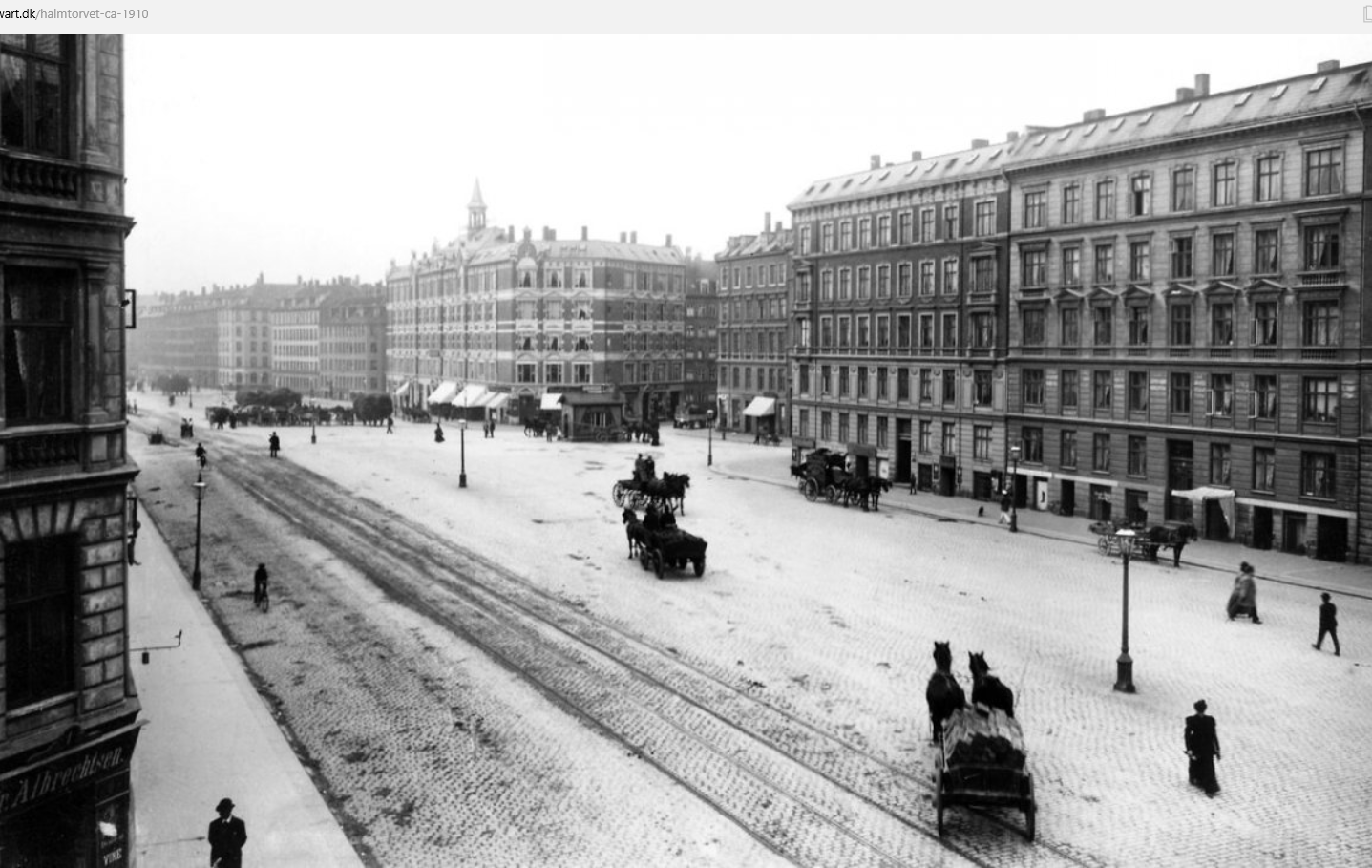
Halmtorvet 1901
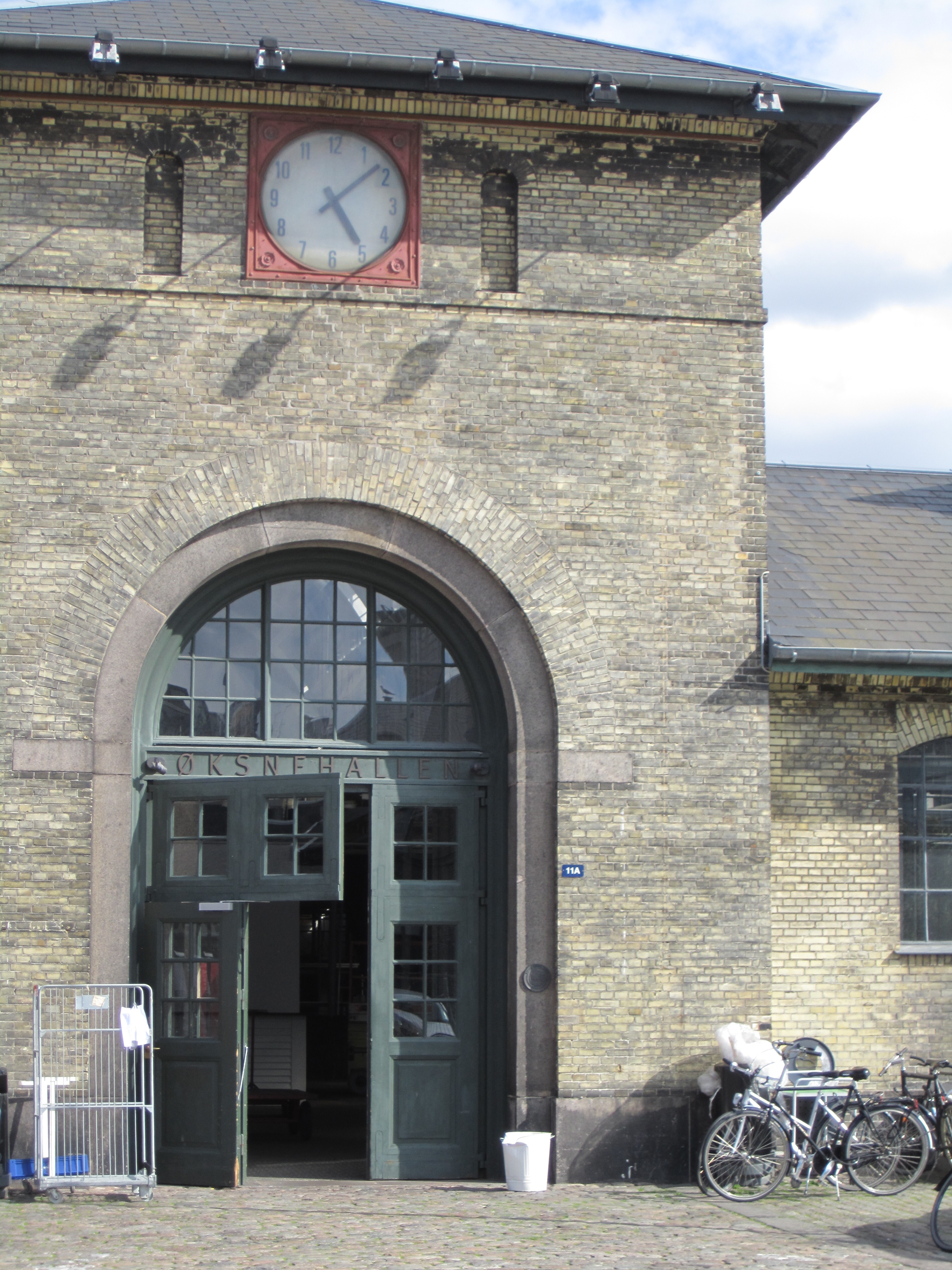
Huvudentrén till Øksnehallen